# Torquato Bassi
Torquato Bassi fue un escultor italo-brasileño, nacido el 28 de febrero de 1880 en Ferrara y fallecido el 7 de julio de 1967 en São Paulo.

## Datos biográficos
El artista se trasladó con su familia a Brasil en 1893. Estudió pintura en la Escuela de Artes y Oficios de São Paulo bajo la enseñanza de Aladino Divani. Realizó su primera exposición individual en 1907 y ganó una medalla de oro en la Exposición General de Bellas Artes en 1908. En 1911 organizó la I Exposición Brasileña de Bellas Artes y en 1913 viajó a Francia, donde estudió en la Academia Julian y se formó con Jean-Paul Laurens y Henri Harpignies. Regresó a Brasil para continuar su carrera artística y promocional.
Fundó el Grupo Almeida Junior, promoviendo exposiciones en 1928 y 1929. Fue cofundador de la Asociación Paulista de Bellas Artes (1942) y del Premio Álvares Penteado (1960). A pesar de su estilo más tradicional, expuso con la Unión de Artistas Plásticos en los años 30 y 40. Recibió varios reconocimientos: la medalla de honor de la Asociación Paulista (1956) y el título de Ciudadano Paulistano (1961).